# Laserkoagulation
Die Laser- oder Photokoagulation (im Ärztejargon als „LK“ abgekürzt) ist ein chirurgisches Therapieverfahren zur thermischen Denaturierung von Gewebe, welches vorzugsweise in der Augenheilkunde zum Einsatz kommt, dort häufig als Routineeingriff bei bestimmten Erkrankungen der Netzhaut. Zudem gibt es über die Ophthalmologie hinaus eine Reihe weiterer Anwendungsgebiete. Seine Anfänge fand das Verfahren 1949 in der Sonnenlichtkoagulation durch Gerhard Meyer-Schwickerath und seiner Weiterentwicklung mittels Xenon-Photokoagulation, bei der noch mit „normalem“, aber hoch intensiven Lichtblitzen gearbeitet wurde. Heute nutzt man im klinischen Alltag meist den grün/grünblauen Argon-Laser, sowie Krypton- oder Farbstofflaser. Der ebenfalls in der Augenheilkunde eingesetzte frequenzverdoppelte Neodym-YAG-Laser findet in der Regel bei Eingriffen im Bereich der mittleren Augenabschnitte (Linse, Iris) seine Anwendung.

## Physikalische Grundlagen
Die Absorption der Laserstrahlen im retinalen Pigmentepithel und der Aderhaut (Choroidea) durch den biologischen Lichtfilter Melanin führt zu einer Hitzeentwicklung in diesem Bereich. Die Folge sind thermische Zellnekrosen (Zellsterben) durch Denaturierung des betroffenen Gebietes, die sich erst als weiße, flauschige Herde und im Laufe der Zeit als dunkel pigmentierte Vernarbungen zeigen. Die Netzhautlaserkoagulation ist also immer eine die Netzhaut zerstörende Behandlungsmethode, jedoch ist dies durchaus gewollt und die zerstörten Netzhautgebiete sind in der Regel so klein oder so angeordnet, dass sie vom Patienten nicht wahrgenommen werden.

## Ablauf
Die Laserkoagulation an der Netzhaut wird in der Regel ambulant durchgeführt. Nach dem Aufsetzen eines Kontaktglases auf die lokal betäubte Hornhaut sucht der Behandler zunächst mit Hilfe eines niedrig energetischen Zielstrahles das Therapiegebiet auf. Der therapeutische Laserpuls wird dann durch den Behandler gesondert ausgelöst und ist bei Netzhautanwendungen zwischen 50 und ca. 300 ms lang.

## Anwendungsgebiete in der Augenheilkunde

### Netzhautlöcher und -degenerationen
Netzhautlöcher können durch den Glaskörperzug oder auch bei einer hochgradigen Myopie entstehen. Sofern nur ein Loch und noch keine wesentliche Netzhautablösung besteht, kann man mittels LK die Lochränder mit dem Untergrund „verschweißen“ und so die Ausbildung einer Netzhautablösung verhindern. Sicherheitshalber werden auch Lochvorstufen (verdünnte Netzhautstellen in der peripheren Netzhaut, sog. degenerative Areale) mittels LK umstellt und so abgesichert.

### Diabetisches Makulaödem
Durch feine Koagulationsherde nahe am Zentrum der Netzhaut (parazentrale LK) wird die Pumpaktivität des retinalen Pigmentepithels angeregt. Dadurch kann man eine Abschwellung eines diabetischen Makulaödems erreichen und meist einen weiteren Sehverlust verhindern. Es werden Laserherdgrößen von ca. 100 µm verwendet. Die Koagulation kann nur auf Bezirke mit besonders vielen ödem-bedingenden Gefäßveränderungen beschränkt erfolgen (fokale parazentrale LK) oder man koaguliert bei diffusem Makulaödem die gesamte Makula mit Ausnahme der Fovea mit einem Laserpunktraster (sog. Grid-LK).
Bei der ischämischen Makulopathie ist eine Koagulation nicht sinnvoll, da die Restgefäße, die noch intakt sind, zerstört werden können und das Krankheitsbild so fortschreiten würde. Sind jedoch große Ischämiezonen vorhanden, kann eine LK dieser (foveafernen) Bezirke sinnvoll sein, um eine proliferative Retinopathie zu vermeiden.

### Schwere nicht-proliferative und proliferative Diabetische Retinopathie
Bei den Krankheitsbildern der schweren nicht-proliferativen und proliferativen Diabetischen Retinopathie ist es wichtig, die hierbei vorkommenden mit Blut unterversorgten Netzhautbezirke durch Laserkoagulation auszuschalten. Daher wird mit größeren (ca. 500 µm Durchmesser) und mehr Herden gearbeitet. Außerdem wird die gesamte Netzhaut mit Ausnahme der Makula koaguliert (panretinale LK). Die einzelnen Herde sollten nicht-überlappend mit ca. einer Herdgröße Abstand gesetzt werden, um Gesichtsfeldausfälle zu vermeiden.
Bei der schweren nicht-proliferativen Retinopathie ist eine großflächige Koagulation mit anfangs ca. 1000 Herden vorzunehmen. Zeigt sich keine Besserung oder sogar eine Weiterentwicklung im ophthalmoskopischen Bild oder in der Angiographie, so muss mit bis zu 4000 oder im Einzelfall mehr Herden ergänzt werden. Das andere Auge sollte darüber hinaus auch auf Behandlungsbedürftigkeit untersucht werden. Pro Sitzung sollten nicht mehr als 700 bis 800 Herde gelasert werden, um Nebenwirkungen wie eine seröse Netzhautablösung oder Augeninnendruckänderungen und Verschlechterung des Nachtsehens zu vermeiden.
Muss bei einem Patienten mit Makulaödem und Proliferationen parazentral und panretinal gelasert werden, so sollte immer zuerst die parazentrale LK erfolgen, da durch alleinige panretinale LK eine Verschlechterung des Makulaödems mit deutlichem Sehschärfeverlust eintreten kann.
Bei manchen Patienten mit massiver Proliferativer diabetischer Retinopathie besteht durch ausgiebige LK im längerfristigen Verlauf die Gefahr einer Netzhautablösung (traktive amotio retinae) durch narbige Schrumpfung der Proliferationen. Die Vernarbung der Proliferationen ist vom Behandler durchaus gewünscht, die Schrumpfung und die damit verbundenen Probleme jedoch nicht. Trotzdem gibt es meistens keine Alternative, gegebenenfalls müssen bei solchen Patienten die narbigen Proliferationsmembranen operativ durch eine Vitrektomie entfernt werden.

### Feuchte altersabhängige Makuladegeneration
Die Makuladegeneration ist eine Erkrankung der Netzhautmitte, bei der es zu einem Gefäßwachstum unterhalb der Netzhaut kommt. Mit der LK kann man diese Gefäße gezielt verbrennen, allerdings wird dabei auch immer die Netzhaut geschädigt, was Sehverschlechterungen oder das Sehen von schwarzen Punkten (Skotome) zur Folge haben kann. Die unmittelbare Netzhautmitte Fovea darf auf keinen Fall mit dem Argonlaser koaguliert werden, da es sonst zu einem unwiederbringlichen und massiven Sehschärfeverlust kommt. Zur Behandlung von Gefäßneubildungen unter diesem Netzhautbezirk gibt es andere Therapieverfahren (photodynamische Therapie, Injektionstherapien mit z. B. Avastin).

### Frühgeborenenretinopathie
Auch bei der Frühgeborenenretinopathie kann eine zeitgerechte Laserkoagulation der peripheren Netzhautanteile ein Fortschreiten der Erkrankung bis zur kompletten Netzhautabhebung verhindern.

### Alternativen
Da die Laserkoagulation durch Licht geschieht, müssen Linse, Hornhaut und Glaskörper im Auge hinreichend klar sein und dürfen nicht getrübt sein. Eine Trübung kann beispielsweise durch eine Katarakt (Grauer Star) oder durch dichte Glaskörperblutungen hervorgerufen werden.
In einem solchen Fall wird die so genannte Kryokoagulation angewandt, bei der eine ca. −70 °C kalte Sonde unter lokaler Betäubung an das Auge gehalten wird. Bindehaut und Hornhaut tragen keinen Schaden, die Netzhaut hingegen wird genau wie bei der Laserkoagulation verödet (Kältebedingte Zellnekrose) und bildet Narben an den gewünschten Stellen. Die Ergebnisse sind fast dieselben wie bei der Laserkoagulation, jedoch ist das Verfahren aufwändiger und nicht so gut zu dosieren wie die LK. Beim rubeotischen Sekundärglaukom und bei sehr peripheren Netzhautlöchern kommt diese Methode häufiger zum Einsatz.

## Anwendungen außerhalb der Augenheilkunde
Außerhalb der hier beschriebenen Anwendung am Auge wird die Laserkoagulation auch noch bei diversen anderen Indikationen eingesetzt, u. a. in den Gebieten der Dermatologie, Pränatalmedizin und Urologie.
- Fetofetales Transfusionssyndrom (Fetofetales Transfusionssyndrom#Laserablation)[4][5]
- Lebertumoren[6]
- Prostatavergrößerung (Prostatavergrößerung#Laserverfahren)
- Prostatektomie[7]
- Blasenkrebs[8]
- Hämatochezie